# Ryszard Chybiński
Ryszard Chybiński (ur. 18 kwietnia 1958 w Boguszynach) – polski żeglarz, uczestnik zawodów Przyjaźń-84, na których w żeglarskiej klasie Soling zajął 6. miejsce (załoga: Janusz Olszewski, Jan Kwieciński, Ryszard Chybiński – wszyscy Pogoń Szczecin), członek Zachodniopomorskiej Rady Olimpijskiej, wyróżniony odznaką „Za Zasługi dla Sportu”, w 2022 roku nagrodzony przez Polski Komitet Olimpijski złotym medalem "Za Zasługi dla Polskiego Ruchu Olimpijskiego".

## Kluby
Ryszard Chybiński był członkiem klubów:
- Ludowy Klub Sportowy „Pomorze” Stargard Szczeciński, w latach 1969–1973 (trener: Bogdan Dominiuk)
- Akademicki Związek Sportowy „Jacht Klub” Szczecin, w roku 1974 (trener: Bogdan Dominiuk)
- Klub Sportowy „Stal Stocznia” Szczecin, w latach 1975–1978 (trener: Piotr Kiciński)
- Akademicki Związek Sportowy „Jacht Klub” Szczecin, w latach 1978–1982 (trener: Zbigniew Jałtoszuk)
- Morski Klub Sportowy „Pogoń” Szczecin, w latach 1983–1987 (trener: Bogdan Dominiuk)

## Osiągnięcia
Chybiński w przeciągu kariery zanotował następujące osiągnięcia:
- 1984 – 6. miejsce – Przyjaźń-84, Tallinn
- klasa Cadet
  - 1973 – 1. miejsce, Regaty Przyjaźni, Gdańsk
  - 1974 – 2. miejsce, Internationale Ostseergatter, Rostok
- klasa 420
  - 1974 – 3. miejsce, Puchar Polski
  - 1975 – 1. miejsce, Puchar Polski, Mielno
  - 1976 – 3. miejsce, Internationale Ostseergatter, Warnemünde
  - 1976 – 1. miejsce, Puchar Teligi, Myślibórz
- klasa 470
  - 1977 – 3. miejsce, Mistrzostwa Polski, grupa A, Władysławowo
  - 1977 – 1. miejsce, Mistrzostwa Polski, grupa B, Władysławowo
  - 1978 – 1. miejsce, Mistrzostwa Polski, grupa B
  - 1979 – 1. miejsce, Mistrzostwa Polski, grupa B
- klasa Soling
  - 1983 – 1. miejsce, Mistrzostwa Polski, Trzebież
  - 1983 – 1. miejsce, Mistrzostwa Węgier
  - 1984 – 1. miejsce, Mistrzostwa Polski
  - 1985 – 1. miejsce, Mistrzostwa Polski
  - 1986 – 2. miejsce, Mistrzostwa Polski
  - 1987 – 2. miejsce, Mistrzostwa Polski
- klasa Micro
  - 1996 – 10. miejsce, Mistrzostwa świata, Francja
  - 1998 – 2. miejsce, Mistrzostwa Austrii
  - 1999 – 3. miejsce, Mistrzostwa Niemiec
  - 2002 – 11. miejsce, Mistrzostwa świata, Austria
  - 2005 – 7. miejsce, Mistrzostwa świata, Łotwa
  - 2023 – 1. miejsce, Mistrzostwa świata, Austria
  - 2024 – 2. miejsce, Mistrzostwa świata, Francja